# 苏维埃民主
苏维埃民主，又称委员会民主，是马克思主义中的一种民主形式，其中人民的统治是通过直接选举产生的苏维埃（工人委员会）来实现的。苏维埃直接对选民负责，并通过代表制的代理模式受到选民指令的约束。这种强制性授权与受托人模式形成对比，后者中选举产生的代表主要对自己的良心负责。代表可以随时通过罢免被解除职务。苏维埃民主为苏维埃共和国的政府体系奠定了基础。该模式影响了无政府共产主义理论家，后者采纳了联邦主义的委员会民主，因为它强调自下而上的自我管理。
在苏维埃民主中，人们被组织成基本单位；例如，一个公司的工人、一个地区的居民，或一个军营的士兵。人们直接选举代表作为公共职能人员，这些代表充当立法者、政府和法院的职能。苏维埃在多个层级上进行选举；在住宅和商业层面，代表通过全体大会被选派到地方委员会，地方委员会再将代表派往下一层级。这种委托制（间接选举）一直延续到国家层面的苏维埃代表大会或最高苏维埃等机构。因此，选举过程是从基层向上进行的。这些层级通常与行政层级相对应。与早期像约翰·洛克和孟德斯鸠所提出的民主模式不同，苏维埃民主中不存在权力分立。